# Battalgazi (district)
Battalgazi is een Turks district in de provincie Malatya en telt 27.643 inwoners (2007). Het district heeft een oppervlakte van 234,6 km². Hoofdplaats is Battalgazi.
De bevolkingsontwikkeling van het district is weergegeven in onderstaande tabel.
| 1997   | 2000   | 2007   |
| ------ | ------ | ------ |
| 25.790 | 28.085 | 27.643 |